# Las Toscas (Tacuarembó)
Las Toscas o también conocida como Las Toscas de Caraguatá es una localidad uruguaya del departamento de Tacuarembó.

## Geografía
La localidad se ubica al sureste del departamento de Tacuarembó, sobre las costas del arroyo Caraguatá junto al llamado Paso de Las Toscas y sobre la ruta nacional Nº 26. Se encuentra a 120 km de la capital departamental Tacuarembó con la que se conecta a través de la ruta 26.

## Toponimia
El nombre Las Toscas tiene su origen en el denominado Paso de las Toscas sobre el arroyo Caraguatá, el que recibió este nombre por las areniscas del lugar. Este paso era antiguamente uno de los pocos puntos por donde las carretas podían cruzar fácilmente el arroyo.

## Población
Según el censo del año 2023 la localidad contaba con una población de 1200 habitantes.
| 175           | 461 | 651 | 781 | 1142 | 1200 |
| (Fuente: INE) |     |     |     |      |      |